# Karry
Karry Auto è una casa automobilistica cinese fondata dalla Chery Automobile nel 2009 specializzata nella produzione di veicoli commerciali leggeri e monovolume per il trasporto passeggeri. È una sussidiaria della Chery Commercial Vehicle (Anhui) Co. Ltd. ed ha sede ad Anhui in Cina.

## Storia
Il nome Karry fece la sua prima apparizione nel 2007 come modello di veicolo commerciale all'interno della gamma Chery. Si trattava di una versione furgonata della Chery Fulwin (versione su licenza della Seat Toledo prima generazione). Successivamente la casa lanciò altri veicoli commerciali rimarchiati Karry realizzando una sottomarca per distinguerla dalla restante produzione prettamente automobilistica. 

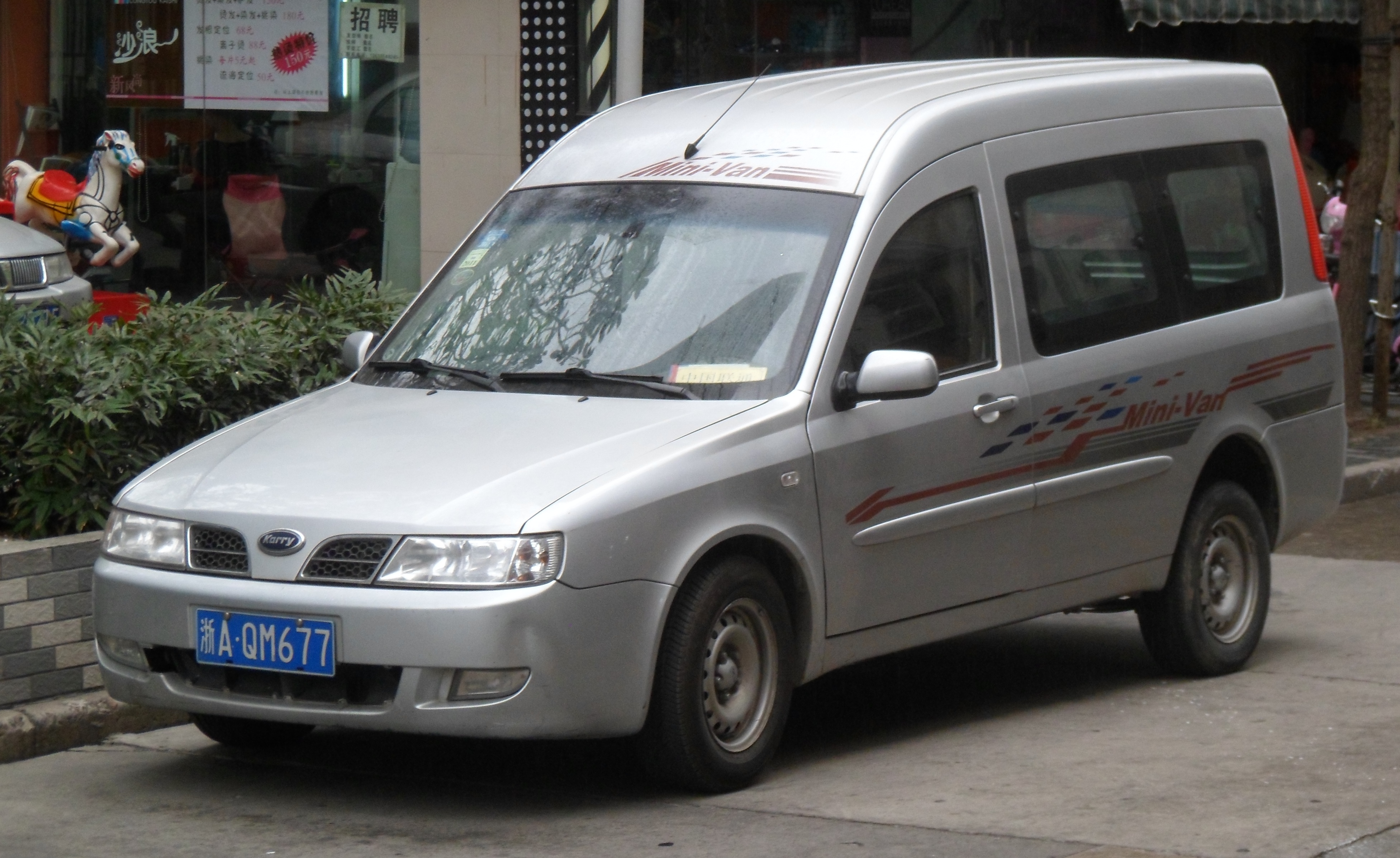
La Chery Karry del 2007, prima vettura su cui debutta denominazione Karry

Nell'aprile 2009 tutte le attività per i veicoli commerciali vennero separate con la creazione della Chery Commercial Vehicle con sede ad Anhui e venne creato il marchio Karry Auto (o semplicemente Karry). Oltre a furgoni e ad altri piccoli minivan progettati espressamente per il mercato cinese vennero lanciati un pick-up (Karry Aika) da una tonnellata su telaio Isuzu TF e un design copiato dal Chevrolet Silverado e nel 2012 un camion leggero cabinato dalla portata 2-3 tonnellate denominato Karry Dirks simile ai modelli europei e giapponesi (classe Iveco EuroCargo e Mitsubishi-Fuso Canter).
Dal 2014 la gamma si allarga introducendo anche delle monovolume progettate appositamente per il mercato cinese e vengono avviati i progetti sviluppati con la divisione Chery New Energy per portare in produzione i primi veicoli elettrici. 
Nel fine 2016 Karry e la divisione Chery Commercial Vehicle avviano la progettazione di SUV e fuoristrada low cost che tuttavia saranno successivamente lanciati da un altro marchio creto da Chery, Jetour, per evitare concorrenza interna con la casa madre.
Oggi il marchio Karry è presente solo sul mercato cinese, tuttavia alcuni modelli vengono commercializzati dalla casa madre Chery con il proprio marchia sia in Sud America che in alcuni paesi del sud est asiatico.

## Modelli prodotti

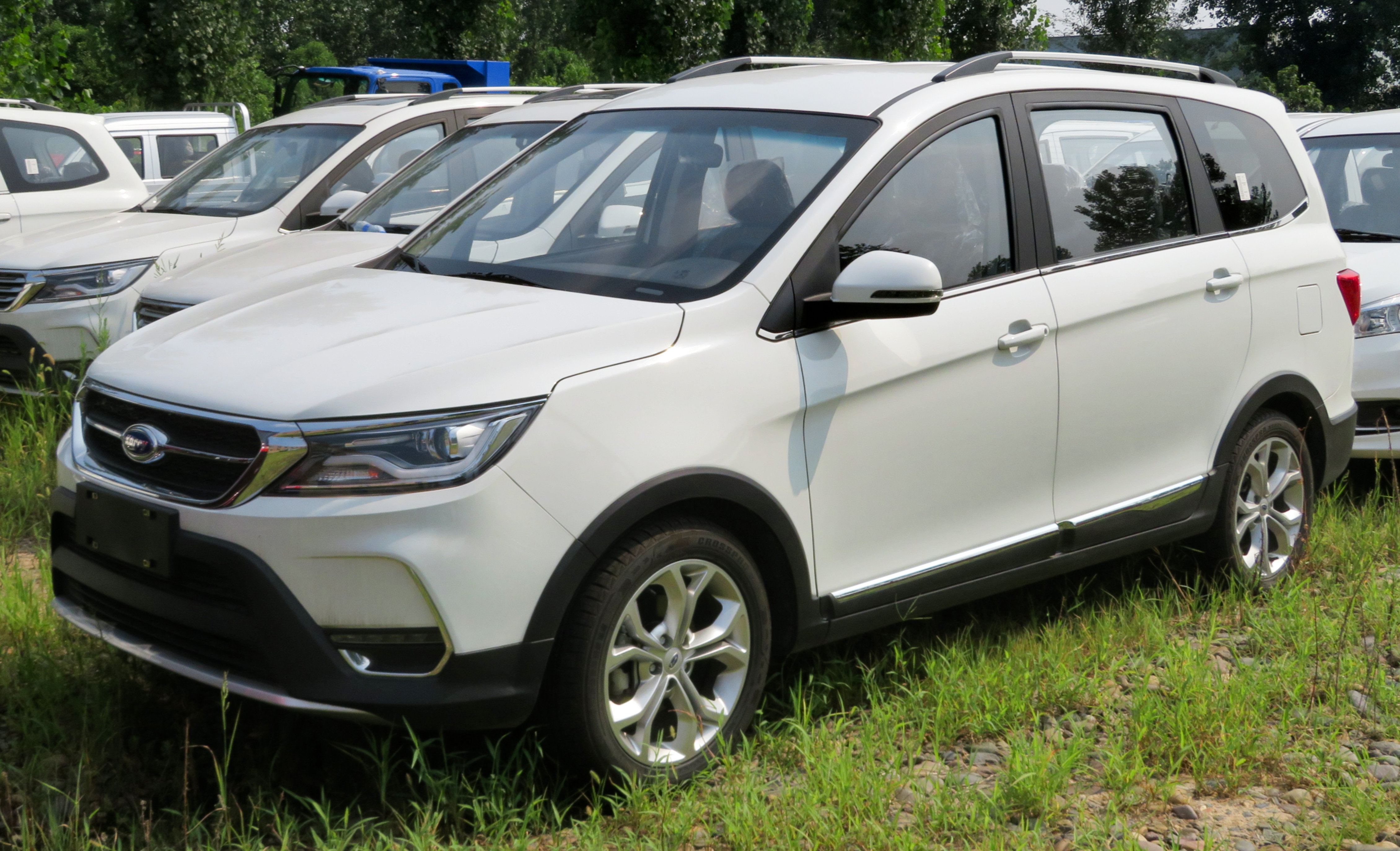
La MPV sette posti Karry K60

- Karry Q21
- Karry S21
- Karry Q22
- Karry K50
- Karry K60
- Karry T-series
- Karry Aika
- Karry Higgo
- Karry Dolphin